# René de Marees van Swinderen
Reneke (René) de Marees van Swinderen (Groningen, 6 oktober 1860 – Londen, 17 januari 1955) was een Nederlands politicus.

## Loopbaan
Van Swinderen, telg uit het geslacht Van Swinderen en een zoon van burgemeester jhr. mr. Cornelis de Marees van Swinderen (1828-1867), doorliep het gymnasium te Groningen en studeerde aan de Rijksuniversiteit Groningen aldaar rechten, welke studie in 1886 afgesloten werd met een dissertatie over het Suezkanaal (Groningen, 1886). Hij werd vervolgens diplomaat en bekleedde diverse functies in Rome, Wenen, Sint-Petersburg, Boekarest en Washington D.C. In 1908 werd hij minister van Buitenlandse Zaken in het christelijke kabinet-Heemskerk.
Van Swinderen maakte in debatten gebruik van zijn charme en humor en zorgde met zijn levendige, beweeglijke optreden voor enig opzien. Hij gold echter ook wel als nonchalant. Na zijn ministerschap werd hij invloedrijk gezant in Londen die zich vooral tijdens de Eerste Wereldoorlog nogal vereenzelvigde met de Britse belangen.

## Persoonlijk
Van Swinderen trouwde in 1904 met de Amerikaanse Elizabeth Lindsay Glover (1878-1950); zij kregen een dochter Anna (1906-1999) die trouwde met de 1e baron Inchyra (1900-1989), en een zoon Reneke (1910-1920). In juni 1921 kwam de schrijver Louis Couperus op zijn uitnodiging naar Londen waar de schrijver een maaltijd en een receptie werd aangeboden en waar hij voorlas uit eigen werk (beschreven in: Louis Couperus, lion of the season. Raamsdonk, 1982.)

## Onderscheidingen
- Commandeur in de Orde van de Nederlandse Leeuw
- Grootofficier in de Orde van Oranje-Nassau
- Grootkruis in de Huisorde van Oranje